# Sjuarmad sprödstjärna
Sjuarmad sprödstjärna (Luidia ciliaris) är en sjöstjärneart som först beskrevs av Philippi 1837.  Sjuarmad sprödstjärna ingår i släktet Luidia och familjen sprödsjöstjärnor. Enligt den svenska rödlistan är arten otillräckligt studerad i Sverige. Arten förekommer i Götaland. Artens livsmiljö är havet. Inga underarter finns listade i Catalogue of Life.